# Бырдин (Глушковский район)
Бырдин — хутор в Глушковском районе Курской области. Входит в состав Попово-Лежачанского сельсовета.

## География
Хутор находится недалеко от реки Сейм, в 2,5 км от российско-украинской границы, в 136 км к юго-западу от Курска, в 20 км к западу от районного центра — посёлка городского типа Глушково, в 4,5 км от центра сельсовета — села Попово-Лежачи.
Климат
Бырдин, как и весь район, расположен в поясе умеренно континентального климата с тёплым летом и относительно тёплой зимой (Dfb в классификации Кёппена).
Часовой пояс
Хутор Бырдин, как и вся Курская область, находится в часовой зоне МСК (московское время). Смещение применяемого времени относительно UTC составляет +3:00.

## Население
| 2002 | 2010 |
| ---- | ---- |
| 34   | ↘16  |

## Инфраструктура
Личное подсобное хозяйство. В хуторе 33 дома.

## Транспорт
Бырдин находится в 1,5 км от автодороги регионального значения 38К-040 (Хомутовка — Рыльск — Глушково — Тёткино — граница с Украиной), в 9 км от ближайшей ж/д станции Тёткино (линии Хутор-Михайловский — Ворожба, Ворожба — Волфино).
В 174 километрах от аэропорта имени В. Г. Шухова (недалеко от Белгорода).